# Tjizj i Ko

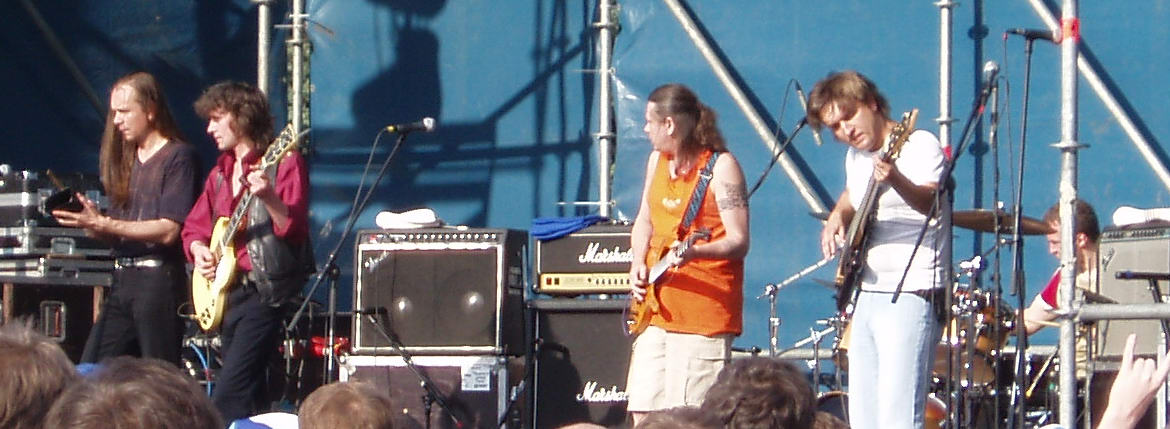
Tjizj i Ko uppträder i Sankt Petersburg 2006.

Tjizj i Ko (Чиж и Ко, betyder "Tjizj & Co") är ett ryskt rockband som grundades i början av 1990-talet. Gruppens sångare och ledare är Sergej "Tjizj" Tjigrakov (Сергей «Чиж» Чиграков).